# Hrabstwo Franklin (Wirginia)

Piramida wieku hrabstwa

Hrabstwo Franklin – hrabstwo w USA, w stanie Wirginia, według spisu z 2000 roku liczba ludności wynosiła 47286. Siedzibą hrabstwa jest Rocky Mount.

## Geografia
Według spisu hrabstwo zajmuje powierzchnię 1873 km², z czego 1823 km² stanowią lądy, a 50 km² stanowią wody.

### Miasta
- Boones Mill
- Rocky Mount

### CDP
- Ferrum
- Henry Fork
- North Shore
- Penhook
- Union Hall
- Westlake Corner

### Sąsiednie hrabstwa
- Hrabstwo Bedford
- Hrabstwo Pittsylvania
- Hrabstwo Henry
- Hrabstwo Patrick
- Hrabstwo Floyd
- Hrabstwo Roanoke